# Pierre Manhès
Pierre Manhès (22 de julio de 1841 – 4 de febrero de 1906) fue un industrial e ingeniero francés, que consiguió adaptar en 1880 el principio del convertidor Bessemer a la pirometalurgia del cobre. Con su ingeniero Paul David, desarrolló el convertidor y el procedimiento Manhès-David, que sería ampliamente adoptado especialmente en los Estados Unidos.

## Semblanza
Pierre Manhès nació en Lyon en 1841, hijo de Joséphe y de Antoine Manhès, padres de 15 hijos (algunos de los cuales murieron en la infancia).
Sus orígenes familiares se remontaban a cien años atrás. La historia de la familia Manhès comenzó en Cantal con Pierre Manhès (1786-1866), un comerciante calderero en el pueblo de Benech, en Mandailles. En 1839, dejó su pueblo con su hijo Antoine y comenzó una carrera como comerciante de metales en Lyon. Al año siguiente, compró una fundición, que estaba en decadencia, en el número 35 del quai Fulchiron. Antoine, estará en el origen de la Fundición Manhès Para controlar mejor el sector, compró la fábrica de cobre de Vedène (Vaucluse) de la que su hijo mayor, Pierre (de quien se habla en este artículo) será el director y técnico desarrollador, otros dos de sus hijos, Fleury y Antoine, luego los hijos de Fleury, Antoine y Jacques, serán los administradores de la casa Manhès que se convertirá en la fundición de los hermanos Manhès. Esta aventura familiar terminará en 1939, cuando la empresa se fusionó con los establecimientos Brossette et fils.
Manhès se casó el 17 de diciembre de 1867 con Marie Claudine Malterre, con quien tuvo 11 hijos, como Geneviève-Louise, cuyo matrimonio con Louis Couturier en 1899 ilustra las raíces familiares dentro de la burguesía de Lyon. Llamado por la actividad empresarial de su padre a ocuparse principalmente de la metalurgia del cobre, desarrolló un nuevo modo de tratamiento de minerales inspirado en el convertidor Bessemer, que se adoptó rápidamente en Inglaterra, Estados Unidos y Chile.
Su participación en la vida económica de Lyon le valió ser nombrado caballero de la Legión de Honor en 1885. También fue distinguido en el extranjero, donde se convirtió en comandante de varias órdenes (como la Orden de Médjidié del Imperio Otomano, o la Orden de Isabel la Católica de España).
Murió en Nantua en 1906, y fue enterrado el 7 de febrero en el cementerio de Loyasse en Lyon.

## Invención del proceso Manhès-David

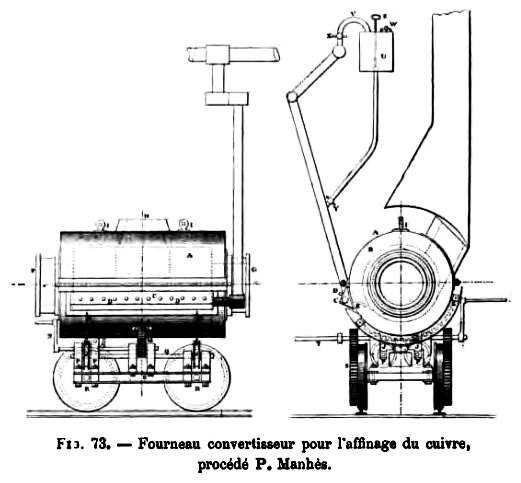
Croquis del convertidor, equipado con un sistema de inyección de polvo silíceo en el aire soplado, según una patente presentada en 1884

La invención del convertidor Bessemer en 1855, despertó un interés extraordinario por parte de los metalúrgicos. Pero unos años más tarde, las limitaciones del proceso se hicieron evidentes, y no fue hasta 1877 cuando Sidney Thomas lo llevó a su plena madurez. Muy rápidamente se pensó en su generalización al tratamiento del cobre:

Las analogías entre estas dos producciones son realmente muy grandes. Así como en un alto horno, el mineral se reduce al estado de arrabio, una combinación de hierro y carbono, es decir, hierro en bruto, del mismo modo el mineral de cobre se transforma por una simple fusión en un compuesto sulfurado, formado por cobre, hierro y azufre. En estas dos operaciones se separan los metales de las gangas, y se obtienen productos principales semejantes; por un lado, es un carburo y un siliciuro de hierro y manganeso; por el otro, un sulfuro de hierro y cobre. Por la simple acción del aire, durante la operación de Bessemer, se eliminan el silicio, el manganeso y el carbono; del mismo modo le quitamos a la mata su azufre y su hierro, ambos más oxidables que el cobre.

Pero las dificultades encontradas en el tratamiento de las matas son mucho mayores que las del tratamiento de la fundición, donde los elementos a oxidar no superan del 9 al 10 por 100 del peso del metal; la mata, por el contrario, contiene generalmente solo un 20 por ciento de cobre. Por lo tanto, es necesario eliminar el 80 por ciento de los materiales tratados por oxidación. Los elementos extraños del hierro fundido, silicio y carbono, reaccionan quemándose y produciendo una cantidad considerable de calor […] El azufre y el hierro, por el contrario, producen solo 2200 y 1500 calorías [por kilogramo].
Paul Weiss; Le Cuivre

De hecho, siendo teóricamente posible, el soplado de cobre en un convertidor Bessemer encontró grandes dificultades durante su puesta en práctica. Las pruebas de John M. Hollway en 1878 fallaron: el soplado se producía muy intermitentemente, el refractario se desgastaba con gran rapidez, las boquillas se obstruían, y el metal se solidificaba antes de terminar la operación, que requería mucho más tiempo que los procesos siderúrgicos equivalentes.
Sin embargo, Pierre Manhès, que conocía bien la metalurgia del cobre realizó pruebas en su tren de laminación en Vedène (Vaucluse) y después en sus fábricas en Éguilles (cerca de Aviñón). Utilizó para ello un pequeño convertidor Bessemer con una capacidad de 50 kilos. "Después de muchos errores de cálculo, "comprendió cuales eran las adaptaciones a realizar para asegurar el éxito del soplado:
- La inclinación progresiva del convertidor, para alejar las boquillas del fondo, donde se acumula el cobre más denso
- La interrupción del soplado para drenar las escorias producidas por la oxidación del hierro

Estas dos operaciones implican corregir constantemente la inclinación del convertidor durante el soplado. En 1881 ensayó con éxito unas boquillas horizontales situadas lateralmente por encima del fondo. Alrededor de 1884, cuando se probó el proceso en Estados Unidos, desarrolló con su ingeniero Paul David, una forma cilíndrica más adecuada para los requerimientos del afinado de las matas de cobre.
Posteriormente trabajó en la adaptación de su proceso a la pirometalurgia del níquel, particularmente el tratamiento de minerales sulfurados y de arsénico-níquel. De hecho, el cobre y el níquel pueden extraerse mediante procesos similares, incluso si el níquel, que es más oxidable que el cobre, tiende a pasar rápidamente a la escoria. Sin embargo, Pierre Manhès no dudó en explorar otros métodos para refinar el níquel, como la fusión en presencia de cloruros.

## Otras actividades
Gracias a la fortuna que le permitió amasar el éxito de su proceso metalúrgico, Pierre Manhès participó activamente en la vida económica de Lyon. Ejerció como administrador delegado de la S.A. Lyonnaise des Placers Aurifères des Apennins, que más tarde se convirtió en la S.A. Gold Mines of Gorzenti, así como de la Société des Naphtes et Pétroles du Caucasus e incluso del efímero Banque de Lyon et de la Loire. Cercano a la comunidad empresarial católica, fundó con asociados, en el otoño de 1881, la Caisse lyonnaise, una efímera sociedad anónima con un capital de veinte millones de francos,
En la década de 1870, desempeñó el cargo de juez suplente en el Tribunal de Comercio de Lyon. Como tantos hombres de negocios de la ciudad, también participó en varias sociedades científicas como la Sociedad geológica de Francia, la Sociedad para la Promoción de la Industria Nacional o la Sociedad de la Industria Mineral. Cercano a los círculos católicos, formó parte de la «Congrégation des Messieurs de Lyon» y fue accionista de la «Nouvelliste de Lyon».